# Craig Reynolds (actor)
Craig Reynolds (15 de julio de 1907 – 22 de octubre de 1949) fue un actor cinematográfico de nacionalidad estadounidense, activo en los años 1930 y 1940.

## Biografía
Su verdadero nombre era Harold Hugh Enfield, y nació en Anaheim, California, siendo sus padres Leila Maybelle Goold y Oscar Davenport Enfield.
Como actor de Warner Brothers, hizo segundos papeles en varios filmes rodados en los años 1930, entre ellos Paris in Spring (1935), Gold Mine in the Sky (1938) y The Mystery of Mr. Wong (1939). Sin embargo, su carrera se estancó tras dejar de actuar durante la Segunda Guerra Mundial. Por su servicio durante la contienda fue premiado con un Corazón Púrpura, volviendo a la interpretación finalizada aquella. 
Sin embargo, Craig Reynolds falleció en octubre de 1949, a los 42 años de edad, en un accidente de motocicleta ocurrido en Los Ángeles, California. Había estado casado con la actriz Barbara Pepper desde 1943. La pareja tenía dos hijos, John y Dennis.

## Filmografía
- 1929 : Coqueta
- 1933 : Phantom of the Air
- 1933 : Don't Bet on Love
- 1933 : Gordon of Ghost City
- 1933 : Saturday's Millions
- 1933 : Only Yesterday
- 1933 : The Perils of Pauline
- 1934 : Cross Country Cruise
- 1934 : I'll Tell the World
- 1934 : Let's Be Ritzy
- 1934 : Millionaire for a Day
- 1934 : Love Birds
- 1934 : Million Dollar Ransom
- 1935 : Rumba
- 1935 : Four Hours to Kill!
- 1935 : Paris in Spring
- 1935 : The Case of the Lucky Legs
- 1935 : Man of Iron
- 1935 : Peligrosa
- 1936 : Ceiling Zero
- 1936 : The Preview Murder Mystery
- 1936 : Boulder Dam
- 1936 : Times Square Playboy
- 1936 : His Best Man
- 1936 : Treachery Rides the Range
- 1936 : Sons o' Guns
- 1936 : The Golden Arrow
- 1936 : Jailbreak
- 1936 : Stage Struck
- 1936 : The Voice of Scandal
- 1936 : The Case of the Black Cat
- 1937 : Smart Blonde
- 1937 : The Great O'Malley
- 1937 : Penrod and Sam
- 1937 : Melody for Two
- 1937 : The Go Getter
- 1937 : The Case of the Stuttering Bishop
- 1937 : Slim
- 1937 : The Footloose Heiress
- 1937 : Back in Circulation
- 1937 : The Great Garrick
- 1937 : Under Suspicion
- 1938 : Romance Road (corto)
- 1938 : Making the Headlines
- 1938 : Female Fugitive
- 1938 : Romance on the Run
- 1938 : Gold Mine in the Sky
- 1938 : Slander House
- 1938 : I Am a Criminal
- 1939 : Navy Secrets
- 1939 : The Mystery of Mr. Wong
- 1939 : Wall Street Cowboy
- 1939 : The Gentleman from Arizona
- 1940 : The Fatal Hour
- 1940 : Son of the Navy
- 1940 : I Take This Oath
- 1944 : Nevada
- 1945 : Uncle Harry
- 1945 : Divorce
- 1945 : Días sin huella
- 1946 : Just Before Dawn
- 1946 : Queen of Burlesque
- 1946 : My Dog Shep
- 1947 : The Fabulous Texan
- 1948 : El hombre de Colorado